# 聖辣非醫院

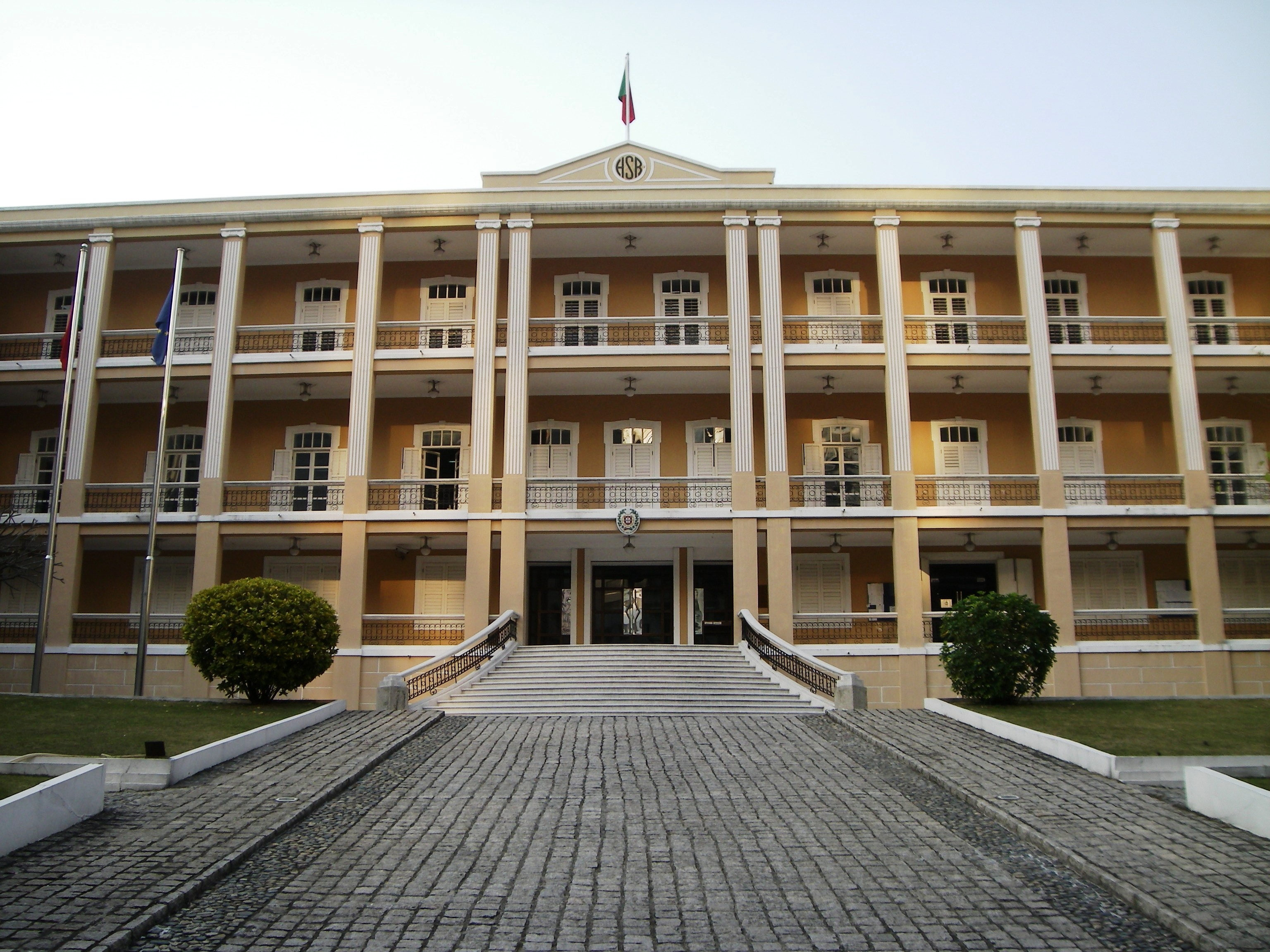
現為葡萄牙駐澳門總領事館的大樓

聖辣非醫院（葡萄牙語：Hospital de S. Rafael）俗稱白馬行醫院，又稱醫人廟。由仁慈堂於1569年在澳門創會時一併建立，位置在今葡萄牙駐港澳總領事館館址。聖辣非醫院是中國以至全亞洲第一間以西方醫學救治病患的西式醫院。在1871年鏡湖醫院創立之前，是澳門唯一的綜合醫院。（專門醫治痲瘋病人的聖拉扎羅醫院不計算在內。）

## 醫院名稱的由來
聖辣非醫院的名稱是取自天主教中代表醫藥的聖人聖辣非。至於被稱為白馬行醫院則因為其位置座落於白馬行附近，故華人都通當以此名稱呼。

## 歷史
1569年，天主教澳門教區首任主教賈耐勞倡建仁慈堂時，建議應有一所設備較完善的醫院以救治病患，故此醫院亦納入其計劃當中。當時，渣甸洋行並未建立，故此華人通稱其為醫人廟。
在澳門華人對建築物的古稱當中，廟一字多數指中式廟宇或教堂，但支糧廟（仁慈堂）和醫人廟則例外。但由於兩者皆為天主教組織所創建，且醫院最初建築得像一座教堂，屋頂上有十字架，而且醫院還附設有祭壇。故此，醫人廟一詞便不脛而行。
醫院建立的初期，設備並未算相當完善，而且亦只對葡萄牙人服務，作贈醫施藥之慈善活動。後來開始對華人開放，並於1834年正式改為市民醫院，為普羅大眾提供服務。另外，在十九世紀，澳門缺水情況相當嚴重。聖辣非醫院內的井曾被提議作為提議作為大眾取水之地，因為醫院的水井內水源充足，並不缺水。
醫院的建築經過數次改建，現存的樣貌是1939年改建後的成果，屬於新古典主義的建築，歐陸氣息濃厚。當時，醫院的三角形門上豎立了賈尼勞主教的半身像，及後1960年代醫院一樓大堂的小教堂被移上二樓，半身像亦隨之而移到二樓洋台處。
在二十世紀中期，由於澳門山頂醫院和鏡湖醫院的存在，聖辣非醫院的重要性便大大降低了。聖辣非醫院在1975年結業，合共經歷406年。其址在醫院結業曾空置多年，亦曾用作收容難民，及後澳葡政府收購醫院舊址並作為澳門貨幣匯兌監理處辦公地點。1999年12月18日，該址正式改為葡萄牙駐澳門領事館，其後在2004年升格為兼理香港事務的領事館。

## 西方醫學傳入中國之始
作為中國以至亞洲第一間西式醫院，聖辣非醫院是最早將西方醫藥介紹到中國的。在清朝嘉慶年間，將種牛痘的方法傳入中國，為中西醫學交流起了重大的作用。